# Hoploscopa kelama
Hoploscopa kelama is een vlinder uit de familie van de grasmotten (Crambidae), uit de onderfamilie van de Hoploscopinae. De wetenschappelijke naam van deze soort is voor het eerst gepubliceerd in 2020 door Théo Léger en Matthias Nuss.
De voorvleugellengte varieert van 8 tot 9,5 millimeter.
De soort is ontdekt in het noorden van Sulawesi (Indonesië) op een hoogte van 1000 tot 1200 meter.